# 北海道道1159号美唄浦臼線
北海道道1159号美唄浦臼線（ほっかいどうどう1159ごう びばいうらうすせん）は、北海道美唄市と樺戸郡浦臼町を結ぶ一般道道（北海道道）である。

## 概要
旧北海道道815号晩生内線に美浦大橋の区間を加えた路線。

### 路線データ
- 起点：北海道美唄市中村町北
- 終点：北海道樺戸郡浦臼町晩生内（国道275号交点）
- 路線延長：2.7km

## 歴史
- 2000年（平成12年）12月12日 路線認定[1]。

区間が重複する北海道道815号晩生内線を同日廃止。
- 2011年（平成23年）3月26日 全線開通。

## 路線状況

### 道路施設
主な橋梁
- 美浦大橋（石狩川）＝美唄市中村町北 - 浦臼町晩生内

## 地理
両市町間に流れる石狩川を渡るのは美浦大橋で、2011年（平成23年）3月25日に開通した。この区間は「美浦渡船」が渡し船営業を行っていたが、同年の9月25日限りで廃止された。

### 通過する自治体
- 空知総合振興局
  - 美唄市
  - 樺戸郡浦臼町

### 交差する道路
美唄市
- 北海道道979号開発茶志内線 - 中村町北
- 北海道道139号江別奈井江線 - 中村町北

浦臼町
- 国道275号 - 晩生内（終点）